# Larry D. Alexander

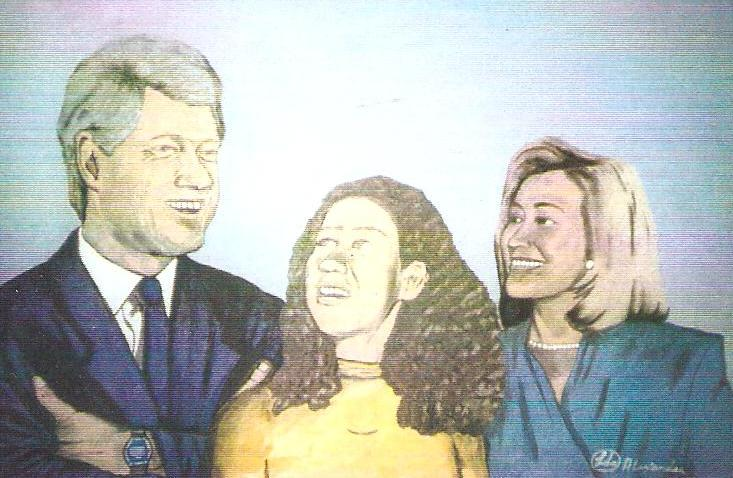
Portrét rodiny Clintonovy

Larry Dell Alexander (30. května 1953 Dermott, Arkansas – 8. června 2021) byl americký umělec, křesťanský autor a katecheta. Byl známý tvorbou komplikovaných barevných a černobílých kreseb perem a inkoustem svou šrafovací technikou a svými akrylovými malbami. Jeho práce nezobrazuje jen životní zkušenosti Afroameričanů, ale celkově lidí napříč americkou historií. Napsal také několik knih komentujících křesťanskou bibli a v posledních letech života byl známější svým učením o křesťanství.
Do širšího povědomí se dostal díky portrétu rodiny prezidenta USA Billa Clintona, který je malovaný olejovými barvami. Obraz je součástí muzea Clinton Presidential Library v Little Rocku v Arkansasu.

## Kariéra
Dnes je šest jeho obrazů ze série s názvem „Dermott Series“, které pojednávají o jeho domově z dětství v Dermottu, vystaveno v muzeu Arts and Science Center for Southeast Arkansas v Pine Bluff.

## Osobní život
Alexander žil v Texasu spolu se svou manželkou Patriciou, se kterou měl čtyři děti: Kena, Leandru, Kawannu a Patriciu.